# Typhleotris madgascarensis
Typhleotris madgascarensis é uma espécie de peixe da família Eleotridae.
É endémica de Madagáscar.
Os seus habitats naturais são: sistemas cársticos interiores.
Está ameaçada por perda de habitat.